# Robert Mulligan
Robert Mulligan (Nova Iorque, 23 de agosto de 1925 — Lyme, Connecticut, 20 de dezembro de 2008) foi um cineasta norte-americano.

## Filmografia

### Como diretor
- The Man in the Moon (br: No Mundo da Lua / pt: O Homem da Lua) (1991)
- Clara's Heart (br: O Coração de Clara) (1988)
- Kiss Me Goodbye (br: Meu Adorável Fantasma / pt: Beija-me... e Adeus) (1982)
- Bloodbrothers (br.: Irmãos de Sangue) (1978)
- Same Time, Next Year (br.: Tudo Bem no Ano que Vem) (1978)
- The Other (br.:A Inocente Face do Terror) (1972)
- Summer of '42 (br: Verão de 42; Houve uma Vez um Verão) (1971)
- The Stalking Moon (br: A Noite da Emboscada) (1968)
- Up the Down Staircase (br: Subindo por Onde Se Desce) (1967)
- Inside Daisy Clover (br: À Procura do Destino) (1966)
- Love with the Proper Stranger (br: O Preço de um Prazer) (1963)
- To Kill a Mockingbird (br: O Sol É para Todos / pt: Na Sombra e no Silêncio) (1962)
- The Spiral Road (br: Labirinto de Paixões) (1962)
- The Great Impostor (br: O Grande Impostor) (1961)
- Come September (br: Quando Setembro Vier / pt: Idílio em Setembro) (1961)
- The Rat Race (br: A Taverna das Ilusões Perdidas) (1960)
- Fear Strikes Out (br: Vencendo o Medo) (1957)

### Como ator
- Summer of '42 (br.:Verão de 42) (1971)

### Como produtor
- Kiss Me Goodbye (br.:Meu adorável fantasma) (1982)

## Premiações
Festival de Cannes - 1963
- Categoria: Palma de Ouro

Indicado, O Sol é para Todos (1962)
- Categoria: Prêmio Gary Cooper

Vencedor, O Sol é para Todos (1962)
Globo de Ouro - 1963
- Categoria: Melhor Diretor

Indicado, O Sol é para Todos (1962)
Globo de Ouro - 1972
- Categoria: Melhor Diretor

Indicado, Houve uma Vez um Verão (1971)
Oscar - 1963
- Categoria: Melhor Diretor

Indicado, O Sol é para Todos (1962)